# Henry Heaton
Henry Heaton (1846-1927) va ser un matemàtic aficionat estatunidenc.

## Vida i Obra
Heaton era fill d'un mecànic de molins. El 1852 la família es va traslladar a Greenfield (Pennsilvània) on Heaton anava a l'escola quatre mesos cada hivern fins que va tenir catorze anys. Als divuit anys va començar les seves dues carreres professionals: una com fuster i una altra com mestre. També va estudiar per la seva graduació al Mount Union College a Alliance (Ohio) durant el curs 1866-1867. El 1869 es va traslladar a Taylor (Iowa) i, poc després, a Des Moines on va conèixer Joel E. Hendricks, l'editor i fundador de la revista The Analyst (actualment Annals of Mathematics) qui el va encoratjar a publicar problemes matemàtics i les seves solucions a la revista. El 1877, ell i la seva família, estaven vivint a Sabula (Iowa), al costat del Mississipi; el 1879 a Atlantic (Iowa); el 1881 a Lewis (Iowa); el 1906 a Belfield (Dakota del Nord); i, finalment, va morir a Biddle (Montana) el 1927.
Entre 1874 i 1918, Heaton va publicar a la vora d'un centenar de solucions de problemes matemàtics a The Analyst i a The American Mathematical Monthly. El 1896 va donar una curiosa demostració alternativa de la fórmula per resoldre l'equació de segon grau. Al final del breu article, ell mateix es preguntava si allò que havia fet era realment una novetat.